# Luis Salas Romo
Luis Salas Romo (Santiago, 18 de febrero de 1878-Santiago, 5 de enero de 1947) fue un abogado y político chileno, miembro del Partido Radical (PR). Se desempeñó como diputado de la República durante el período legislativo 1921-1924, así como senador en dos períodos no consecutivos en 1924, y entre 1926 y 1930. También ejerció como ministro de Justicia e Instrucción Pública, ministro de Salubridad, Previsión y Asistencia Social y ministro del Interior; todas esas funciones durante los dos gobiernos del presidente liberal Arturo Alessandri.

## Familia y estudios
Nació en Santiago de Chile el 18 de febrero de 1878, hijo de Víctor Salas Muñoz y Nicolasa Romo. Realizó sus estudios primarios en la Escuela Ricardo Olea, y los secundarios en el Instituto Nacional de Santiago. Continuó los superiores en la Escuela de Derecho de la Universidad de Chile, jurando como abogado el 14 de junio de 1901, con la tesis titulada: Necesidad del estudio de medicina legal, en los cursos de Derecho.
Se casó en la comuna de Quilicura el 19 de marzo de 1905 con Rosa Amelia Romo Romo, formando una familia con diez hijos, entre ellos; Amelia, Inés Olga, Ester, Raquel, Delia, Alfredo, Lucía (agricultora, militante de los partidos Conservador, Nacional y Renovación Nacional, quien fuera regidora de Quilicura y luego concejala de la misma comuna en dos oportunidades), Luis Hernán (abogado, quien fuera subsecretario de Vivienda y Urbanismo entre 1984 y 1990) y Julio (ajedrecista y abogado, presidente del Colegio de Abogados entre 1974 y 1976, y miembro de la Comisión Legislativa de 1976, en la Junta Militar de Gobierno).

## Carrera política

### Diputado
Militante del Partido Radical (PR), en las elecciones parlamentarias de 1921, fue elegido como diputado por Santiago, por el período legislativo 1921-1924. Durante su gestión integró la Comisión Permanente de Elecciones, de la que fue su presidente; en esa época se informaba de las elecciones de los diputados, que entonces calificaba la propia Cámara. Integró también, la Comisión Permanente de Policía Interior y fue miembro de la Comisión Conservadora para el receso 1922-1923. Además, fue presidente de la Cámara de Diputados desde el 26 de diciembre de 1923 hasta el 6 de mayo de 1924.
Dentro de su labor parlamentaria, fue precursor de la «Ley de Empleados Particulares», la cual obtuvo beneficios importantes en favor de la clase media.

### Ministro de Justicia e Instrucción Pública del primer mandato de Alessandri Palma
Paralelamente, el 16 de marzo de 1923 fue nombrado como ministro de Justicia e Instrucción Pública por el presidente liberal Arturo Alessandri; ejerciendo el cargo hasta el 14 de junio del mismo año. Un mes después, volvió a desempeñar la misma función; entre el 20 de julio y el 5 de septiembre de 1924.
Desde este puesto, hizo entrega de los liceos de niñas al Consejo de Instrucción Pública, quitando la tutela de éstos al Ministerio.

### Senador
Seguidamente, en las elecciones parlamentarias de 1924, fue elegido como senador por Valparaíso, por el periodo 1924-1930. En esta ocasión, integró la Comisión Permanente de Instrucción Pública. Sin embargo no logró finalizar su periodo parlamentario debido a que el 11 de septiembre de 1924 fue disuelto el Congreso Nacional por decreto de la Junta de Gobierno, establecida tras un golpe de Estado. Nuevamente, en las elecciones parlamentarias de 1925, fue elegido como senador pero en representación de la 4ª. Agrupación Provincial de Santiago, por el periodo 1926-1930. En esa oportunidad integró la Comisión Permanente de Educación Pública.
En abril de 1927 se exilió del país, debido a sus ideas contrarias al gobierno del general Carlos Ibáñez del Campo. Aun así, continuó en su calidad de senador, en virtud de una autorización especial del presidente del Senado. Su ostracismo lo vivió en Buenos Aires, Argentina, donde se reunió con otras personas en la misma situación. Retornó a Chile en 1930 y el 21 de septiembre de ese año, junto a un grupo de exiliados, entre ellos Marmaduke Grove, organizó un levantamiento militar por lo que fue condenado a díez años de extrañamiento mayor. Sin embargo, logró quedarse en Santiago y en abril del año siguiente, fue nuevamente deportado a Buenos Aires, hasta el derrocamiento del régimen de Ibáñez del Campo. A su regreso fundó el Partido Social Republicano, en el mismo año 1931.

### Campaña de Alessandri Palma y ministro del Interior en su segundo mandato
Fue el generalísimo de la campaña presidencial de Arturo Alessandri, en la elección del 4 de octubre de 1931, cuando éste fue derrocado por el radical Juan Esteban Montero. Para la elección del 30 de octubre de 1932, también colaboró en la campaña que esta vez sí ganó Alessandri, resultando elegido como presidente de la República para el periodo 1932-1938.
En la transcurso del segundo gobierno de dicho mandatario, fue nombrado como ministro del Interior, cargo que ostentó entre el 19 de abril de 1934 y el 29 de enero de 1935; abandonándolo momentáneamente y reasumiendo entre el 13 de febrero y el 26 de agosto de 1935. Tres años después, volvió a ser nombrado en el mismo cargo, ejerciendo la labor entre el 18 de mayo y el 24 de diciembre de 1938, fecha en que finalizó el gobierno. Bajo su gestión al mando de la repartición gubernamental, se produjeron la masacre de Ránquil (1934) y la masacre del Seguro Obrero (1938), las cuales dejaron cientos de fallecidos.
Cuando a Alessandri lo sucedió en la presidencia el radical Pedro Aguirre Cerda, se alejó de la política y se dedicó de lleno a su profesión de abogado. Falleció en la quinta donde vivía en Quilicura el 5 de enero de 1947.